# مونیکا یاروسینسکا
مونیکا یاروسینسکا (لهستانی: Monika Jarosińska؛ زادهٔ ۲۸ مه ۱۹۷۴) بازیگر اهل لهستان است.
از فیلم‌ها یا مجموعه‌های تلویزیونی که وی در آن‌ها نقش داشته‌است، می‌توان به خودِ زندگی، دو روی سکه، اجاره‌نشین‌ها، ع چون عشق، عشق اول، کارآگاهان جنایی، رنگ‌های خوشبختی، هوس‌های امپراتور و خانه کشیش اشاره نمود.